# Zygophyllum fabago
Zygophylle fabagelle, Fabagelle
Espèce
Zygophyllum fabago est une espèce de plante de la famille des Zygophyllaceae et du genre Zygophyllum.

## Description
Zygophyllum fabago mesure 40 à 80 cm (jusqu'à 150 cm) de hauteur. La tige est nue et ramifiée. Les pousses rayées sont fortement ramifiées à la base, mais ascendantes au sommet. 
Les feuilles sont opposées, pétiolées, sont doubles sur des tiges aplaties mesurant entre 12 et 15 mm de long. Les stipules sont petites et membraneuses. Les feuilles presque sessiles, à bords entiers, coriaces, légèrement charnues, glabres, sont ovales à obovales, émoussées à dentées, parfois finement pointues, et mesurent entre 15 et 26 mm de long et 10 à 18 mm de large.
L'espèce fleurit de mai à septembre avec des fleurs axillaires jaunes, pétiolées et groupées. Les fleurs quintuples sont hermaphrodites à doubles périanthes.
Les cinq sépales sont ovales à elliptiques et mesurent entre 6 et 8 mm de long et 3,5 à 4,5 mm de large. Ils sont ternes et blanchâtres sur le bord. Les cinq pétales dressés, blanc-orange et obtus sont obovales et de même longueur que les sépales. Les étamines saillantes sont montées sur des filaments de 10 à 12 mm de long avec à la base une écaille allongée, disséquée, orange et papillaire. Les cinq carpelles supérieurs forment un ovaire angulaire à plusieurs chambres d'environ 4 mm de long. Le style saillant est aussi long que l'ovaire.
Il se forme des fruits aux capsules nues, côtelées et nues, à nombreuses graines, fusiformes à allongées ou obovales, mesurant entre 20 et 35 mm de long et 4 à 6 mm de large. Les petites graines aplaties et brunâtres sont en forme d'œuf ou de croissant, mesurent environ 3 à 4 mm de long et sont finement texturées et finement dénoyautées. Ils sont répartis entre août et octobre.
Le nombre de chromosomes est 2n = 22.

## Répartition
Zygophyllum fabago est présente de l'Europe occidentale au Caucase, à la région méditerranéenne, en passant par l'Afrique du Nord et le Proche-Orient. Elle est naturalisée en Australie et en Amérique du Nord, où elle est une espèce envahissante.
Elle est une espèce nitrophile, que l'on trouve généralement dans les endroits arides, à proximité des zones habitées, des décharges, des terrains abandonnés, à proximité des voies ferrées ou au bord des routes.

## Parasites
La fleur a pour parasite Contarinia zygophylliflorae (sv). La feuilles a pour parasites Aeschremon disparalis (en), Brachynema germarii, Heliothis nubigera (de), Hippotion celerio, Hyles zygophylli (de), Macrosiphum euphorbiae, Aphis fabae, Leveillula taurica (en), Vladimirea glebicolorella (en), Puccinia isiacae. La racine a pour parasite Phenacoccus tergrigorianae (sv). Le collet a pour parasite Heliococcus destructor (sv). La tige a pour parasite Aphis craccivora.

## Classification
Le nom valide complet (avec auteur) de ce taxon est Zygophyllum fabago L., 1753.
Zygophyllum fabago est décrit par Carl von Linné et publié dans Species plantarum en 1753.
Zygophyllum fabago a pour noms vernaculaires Zygophylle fabagelle, Fabagelle ou Faux câprier.
Zygophyllum fabago a pour synonymes :
- Fabago alata Moench, 1802
- Fabago major Sweet, 1829

## Gastronomie
Les boutons floraux de la fabagelle peuvent être utilisés comme substitut aux câpres et sont utilisés comme épice.